# Trichodorcadion dubiosum
Trichodorcadion dubiosum là một loài bọ cánh cứng trong họ Cerambycidae.